# D'Entrecasteaux (A621)
Pour les autres navires du même nom, voir D'Entrecasteaux.
Le D'Entrecasteaux est un bâtiment de soutien et d'assistance outre-mer (BSAOM) de la Marine nationale française. il fut nommé bâtiment multi-missions (B2M) jusqu’en janvier 2019. Il a été lancé en 2015 et fut admis au service actif début 2016. Il est basé à Nouméa, en Nouvelle-Calédonie afin de remplacer le bâtiment de transport léger Jacques Cartier retiré du service actif en 2013. Il porte le nom du navigateur français Antoine Bruny d'Entrecasteaux.

## Histoire
Le navire est commandé au chantier Piriou par la direction générale de l'Armement (DGA) le 30 décembre 2013. La quille du navire est posée à Concarneau le 28 mai 2014. Il est lancé le 31 juillet 2015 et son premier commandant, le capitaine de corvette Benoît Bariller embarque avec un équipage de 23 marins le 16 octobre 2015,. Il fait ses premiers essais en mer fin octobre 2015 pour être livré le 25 mars 2016,.
Le 11 mai 2016, il appareille pour rejoindre la Nouvelle-Calédonie. Il atteint Nouméa le 29 juillet 2016 et il est admis au service actif le 31 août 2016.
Le 6 janvier 2017, le D'Entrecasteaux participe à la saisie de sept tonnes d'holothuries pêchées illégalement dans le grand lagon Nord. En octobre 2017, le navire intercepte un voilier qui transporte près de 580 kg de cocaïne.
Le 14 juillet 2021 à 23 h, le D'Entrecasteaux est victime d'un important incendie sur sa passerelle – probablement d'origine technique (court-circuit électrique) – rapidement maitrisé mais provoquant d'importants dégâts (40 % de la passerelle est détruite ainsi que tous les équipements de navigation), immobilisant le navire pour une durée indéterminée,.
Fin mai 2023, le D'Entrecasteaux est passé au port d'Apia aux Samoa, et début 2024 il est à Nouméa en Nouvelle Calédonie. Ses missions de contrôle semblent avoir repris.